# Evertton Araújo
Evertton Gustavo Fernandes Araújo (28 febbraio 2003) è un calciatore brasiliano, centrocampista del Flamengo.

## Caratteristiche tecniche
Centrocampista difensivo, può giocare anche da terzino destro.

## Carriera
Evertton è cresciuto nei settori giovanili di Volta Redonda, Cruzeiro, Botafogo e nuovamente Volta Redonda. Ha debuttato con il club giallonero il 7 marzo 2022 nell'incontro del Campionato Carioca perso 5-0 contro il Botafogo.
Pochi mesi dopo è passato in prestito al Flamengo, dove ha giocato nell'Under-20. Il 13 gennaio 2023 ha esordito in prima squadra contro l'Audax Rio nel Campionato Carioca, ed al termine dell'anno è stato acquistato a titolo definitivo dal club rossonero. Il 14 giugno 2024 ha giocato il suo primo incontro di Série A contro il Grêmio ed il 16 giugno ha segnato il suo primo gol, fissando il punteggio sull'1-1 al nono minuto di recupero del secondo tempo contro l'Athl. Paranaense.

## Statistiche

### Presenze e reti nei club
Statistiche aggiornate al 1° giugno 2025.
| Stagione        | Squadra         | Campionato      | Campionato | Campionato | Coppe nazionali | Coppe nazionali | Coppe nazionali | Coppe continentali | Coppe continentali | Coppe continentali | Altre coppe | Altre coppe | Altre coppe | Totale | Totale | Totale |
| Stagione        | Squadra         | Comp            | Pres       | Reti       | Comp            | Pres            | Reti            | Comp               | Pres               | Reti               | Comp        | Pres        | Reti        | Pres   | Reti   |        |
| --------------- | --------------- | --------------- | ---------- | ---------- | --------------- | --------------- | --------------- | ------------------ | ------------------ | ------------------ | ----------- | ----------- | ----------- | ------ | ------ | ------ |
| 2022            | Volta Redonda   | A/RJ+C          | 1+0        | 0          | CB              | 0               | 0               | -                  | -                  | -                  | -           | -           | -           | 1      | 0      |        |
| 2023            | Flamengo        | A/RJ+A          | 3+0        | 0          | CB              | 0               | 0               | CL                 | 0                  | 0                  | SB+RS+Cmc   | -           | -           | 3      | 0      |        |
| 2024            | Flamengo        | A/RJ+A          | 3+16       | 0+1        | CB              | 4               | 0               | CL                 | 2                  | 0                  | -           | -           | -           | 25     | 1      |        |
| 2025            | Flamengo        | A/RJ+A          | 6+5        | 0+1        | CB              | 2               | 0               | CL                 | 4                  | 0                  | SB+Cmc      | 1+0         | 0           | 18     | 1      |        |
| Totale Flamengo | Totale Flamengo | Totale Flamengo | 12+21      | 0+2        |                 | 6               | 0               |                    | 6                  | 0                  |             | 1           | 0           | 46     | 2      |        |
| Totale carriera | Totale carriera | Totale carriera | 34         | 2          |                 | 6               | 0               |                    | 6                  | 0                  |             | 1           | 0           | 47     | 2      |        |

## Palmarès

### Club

#### Competizioni statali
- Campeonato Carioca Série A2: 1

Volta Redonda: 2022
- Copa Rio: 1

Volta Redonda: 2022
- Campionato carioca: 2

Flamengo: 2024, 2025
- Taça Guanabara: 2

Flamengo: 2024, 2025

#### Competizioni nazionali
- Coppa del Brasile: 1

Flamengo: 2024
- Supercoppa del Brasile: 1

Flamengo: 2025